# Emmanuele Fergola
Emmanuele Giuseppe Gabriele Gennaro Fergola (Nápoles, 30 de octubre de 1830 - Nápoles , 5 de abril de 1915) fue un astrónomo , matemático y también senador del Reino de Italia.

## Biografía
Hijo del general borbónico Gennaro Fergola, provenía de una familia de importante tradición cultural y artística. Nicola, primo de su abuelo, fue el fundador de la escuela napolitana de geometría; su tío Francesco fue el más importante de los ingenieros geógrafos del Servicio Topográfico dirigido por Rizzi Zannoni; Salvatore , pintor oficial de la corte de Francisco I de Borbón, fue un exponente de la pintura de paisaje, la Escuela de Posillipo al estilo de Jakob Philipp Hackert.
En 1849 Ernesto Capocci lo quiso como alumno del Observatorio Astronómico de Capodimonte, donde pasó toda su vida científica. Además de las actividades de investigación en el Observatorio, de 1855 a 1860 fue profesor en el Colegio Militar de la Nunziatella. A partir de 1860, enseñó en la Universidad de Nápoles Introducción al cálculo, y tres años más tarde se convirtió en profesor titular de análisis superior. Con la jubilación de Annibale de Gasparis, en 1889 se convirtió en profesor de astronomía en la Universidad de Nápoles y director del Observatorio de Capodimonte. Durante el trienio 1889-1891 fue rector de la Universidad de Nápoles, y también decano de la Facultad de Ciencias Matemáticas durante los años 1869-1870; 1900-1901; 1905-1906. El 4 de marzo de 1905 fue nombrado senador del Reino y en 1909 profesor emérito de la Universidad de Nápoles.
Su actividad científica se remonta a 1850, publicando obras de matemática pura, mientras que las primeras publicaciones astronómicas datan de 1864 con la determinación de los elementos orbitales de algunos pequeños planetas y cometas. En 1869 con Angelo Secchi midió la diferencia de longitud entre Nápoles y Roma, utilizando -por primera vez en Italia- el telégrafo para transmitir los datos. En 1893 inició un programa de observaciones simultáneas con el observatorio del Columbia College de Nueva York. El ciclo de observaciones condujo a la determinación de un nuevo valor de la constante de aberración y a una mejor determinación de la latitud de Capodimonte.
Fue miembro de numerosas academias italianas y europeas, entre ellas la Astronomische Gesellschaft (1863) y la Accademia dei Lincei (1884). Fue presidente de la Royal Society de Nápoles en los años 1895 y 1907 y de la Accademia Pontaniana (1900-1902) y (1906-1908).